# Franz Roubaud

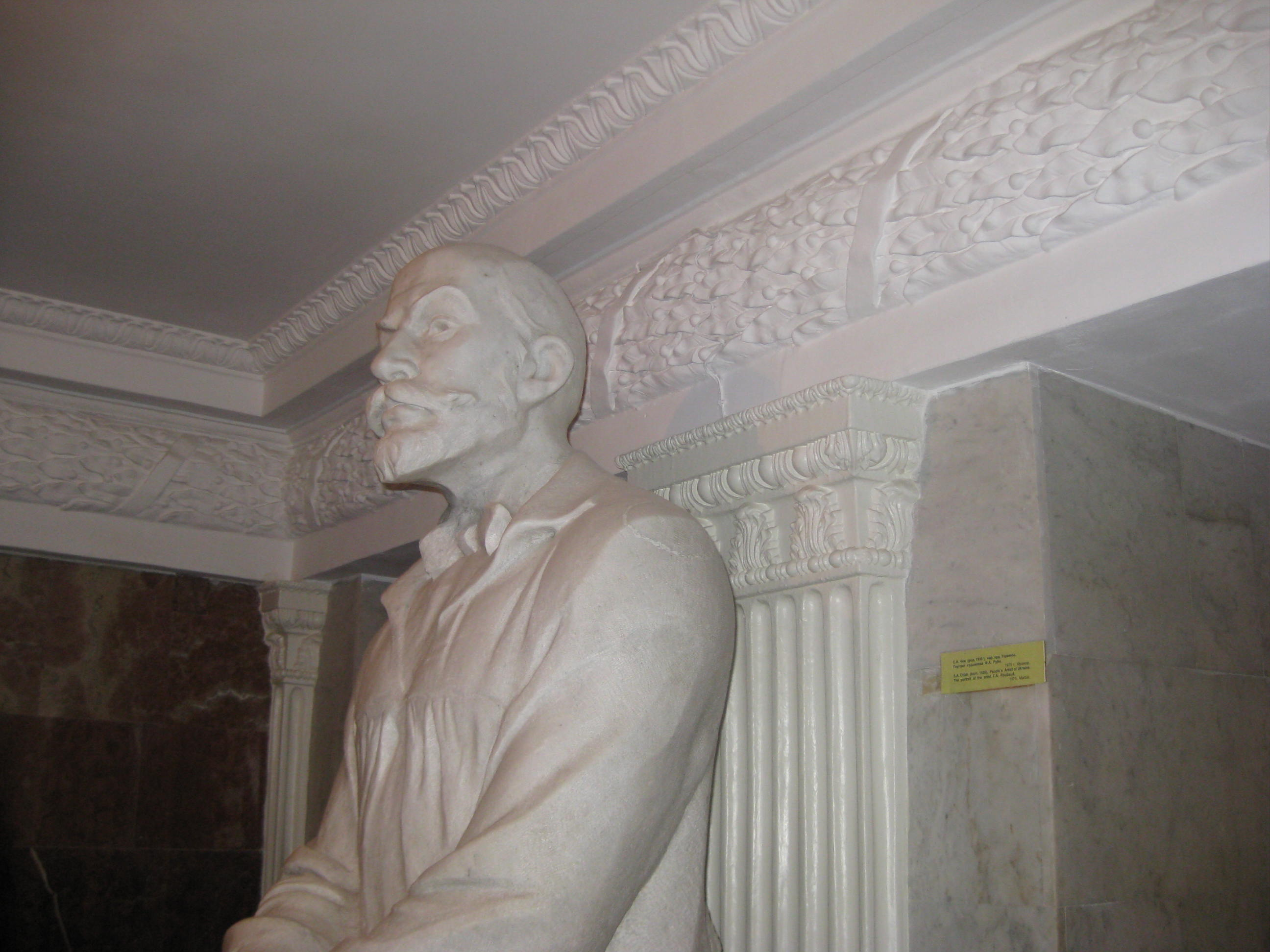
Standbeeld van Roubaud in het Panoramamuseum in Sebastopol

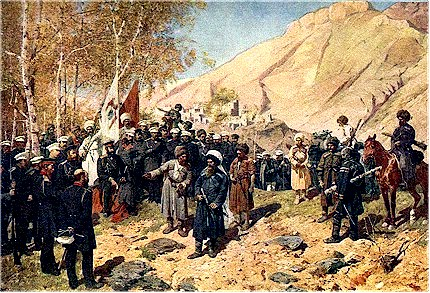
Gevangenname van Sjamil, 1886

Franz Alekssejevitsj Roubaud (Russisch: Франц Алексеевич Рубо) (Odessa, 15 juni 1856 - München, 11 maart(?) 1928) was een Russisch kunstschilder van Franse afkomst. Roubauds vader, Alexandre Roubaud, was een koopman uit Marseille die geëmigreerd was naar Oekraïne.
Roubaud reisde in 1877 naar München om daar te gaan studeren onder Karl von Piloty, Otto Seitz en Wilhelm von Diez. Vanaf 1879 kreeg hij les aan een privéschool. Hij rondde zijn opleiding af in 1880, en ging in eerste instantie terug naar huis. In 1881 ging Roubaud weer op reis, eerst naar Parijs, daarna naar Zuid-Frankrijk, en hij vestigde zich ten slotte in München.
Roubaud schilderde vooral oorlogsscènes. Hij is bekend geworden met zijn panorama's van grote veldslagen, zoals de slag bij Borodino, dat nu in een museum op de Poklonnajaheuvel in Moskou wordt tentoongesteld. Op 8 maart 1911 kreeg hij hiervoor de opdracht. Hij slaagde erin het werk van 15 meter hoog en 115 meter breed binnen een jaar af te maken. In mei 1912 werd het voor vijf dagen gepresenteerd aan het publiek in München en is vervolgens naar Moskou getransporteerd. Eerder had hij ook het beleg van Sebastopol in 1854 geschilderd. Een opdracht waaraan hij drie jaar heeft gewerkt. Dit werk is 2,6 meter hoog en 18,25 meter breed en is te zien in het plaatselijke panoramamuseum. Hij is ook verantwoordelijk voor het schilderij van de inname van het fort Atsjoelko in de Kaukasus (tentoongesteld in Tbilisi).
Hij overleed op 11 maart 1928 in München.